# Bruno Godeau
Bruno Godeau (Brussel, 10 mei 1992) is een Belgisch voetballer. Hij is een verdediger en staat sinds juni 2023 onder contract bij Sint-Truiden.

## Carrière

### Jeugd
Godeau is afkomstig van Laken en ging naar school in de wijk Bockstael. Hij begon op zesjarige leeftijd met voetballen bij RSD Jette. In 2000 stapte hij over naar RSC Anderlecht. Op twaalfjarige leeftijd verhuisde hij door het werk van zijn vader naar Hongarije, waar hij twee jaar bij MTK Hungária FC speelde. Godeau speelde er als aanvaller en werd er in zijn eerste seizoen clubtopschutter. In 2006 keerde hij terug naar Anderlecht, weliswaar na een test. In 2012 mocht hij met de A-kern mee op stage en begon hij mee te trainen met de A-kern.

### SV Zulte Waregem
Op 31 augustus 2012 werd hij samen met zijn ploegmaat Bryan Verboom voor één seizoen verhuurd aan Zulte Waregem. Hij maakte op 20 oktober 2012 z'n debuut in de eerste klasse tegen Sporting Lokeren. Aanvankelijk kreeg Godeau weinig speelkansen, maar in de loop van het seizoen speelde hij zich toch meermaals in het basiselftal van trainer Francky Dury. De club nam hem in april 2013 ook definitief over van Anderlecht. Godeau sloot zijn eerste seizoen met Zulte Waregem af als vicekampioen en plaatste zich zo voor de voorrondes van de UEFA Champions League.
Op 16 juli 2014 raakte bekend dat hij door zijn werkgever Zulte Waregem voor 1 seizoen zal worden uitgeleend aan promovendus KVC Westerlo. Daar kreeg hij het rugnummer 5 toegewezen. Na deze uitleenbeurt keerde Godeau terug naar Zulte Waregem.

### KV Oostende
Op 1 februari 2016 tekende Godeau een contract bij reeksgenoot KV Oostende voor 2,5 seizoenen.

### Royal Excel Moeskroen
In juli 2017 verliet de verdediger Oostende om een contract voor drie seizoenen te tekenen bij Royal Excel Moeskroen. Bij Moeskroen groeide Godeau uit tot een belangrijke pion in het basiselftal van de Roemeense trainer Mircea Rednic.

### KAA Gent
In januari 2020 werd Godeau aangetrokken door KAA Gent. Hij ondertekende er een contract tot 30 juni 2023. Hij debuteerde er op 23 februari met een invalbeurt in een met 4-1 gewonnen competitiewedstrijd tegen STVV.

### Sint-Truiden
In juni 2023 werd Godeau overgenomen door STVV. Hij debuteerde tegen Standard op 30 juli 2023.

## Statistieken
| Seizoen | Club            | Land            | Competitie         | Competitie | Competitie | Beker van België | Beker van België | Europees | Europees | Overige | Overige | Totaal | Totaal |   |
| Seizoen | Club            | Land            | Competitie         | Wed.       | Dlp.       | Wed.             | Dlp.             | Wed.     | Dlp.     | Wed.    | Dlp.    | Wed.   | Dlp.   |   |
| ------- | --------------- | --------------- | ------------------ | ---------- | ---------- | ---------------- | ---------------- | -------- | -------- | ------- | ------- | ------ | ------ | - |
| 2012/13 | RSC Anderlecht  | Vlag van België | Jupiler Pro League | 0          | 0          | 0                | 0                | 0        | 0        | 0       | 0       | 0      | 0      |   |
| 2012/13 | → Zulte Waregem | Vlag van België | Jupiler Pro League | 20         | 1          | 1                | 0                | —        | —        | —       | —       | 21     | 1      |   |
| 2013/14 | Zulte Waregem   | Vlag van België | Jupiler Pro League | 14         | 0          | 1                | 0                | 2        | 0        | —       | —       | 17     | 0      |   |
| 2014/15 | → KVC Westerlo  | Vlag van België | Jupiler Pro League | 22         | 0          | 1                | 0                | —        | —        | —       | —       | 23     | 0      |   |
| 2015/16 | Zulte Waregem   | Vlag van België | Jupiler Pro League | 8          | 0          | 1                | 0                | —        | —        | —       | —       | 9      | 0      |   |
| 2015/16 | KV Oostende     | Vlag van België | Jupiler Pro League | 13         | 1          | 0                | 0                | —        | —        | —       | —       | 13     | 1      |   |
| 2016/17 | KV Oostende     | Vlag van België | Jupiler Pro League | 20         | 1          | 5                | 0                | —        | —        | —       | —       | 25     | 1      |   |
| 2017/18 | Excel Moeskroen | Vlag van België | Jupiler Pro League | 26         | 1          | 2                | 0                | —        | —        | —       | —       | 28     | 1      |   |
| 2018/19 | Excel Moeskroen | Vlag van België | Jupiler Pro League | 34         | 1          | 1                | 0                | —        | —        | —       | —       | 35     | 1      |   |
| 2019/20 | Excel Moeskroen | Vlag van België | Jupiler Pro League | 20         | 1          | 2                | 0                | —        | —        | —       | —       | 22     | 1      |   |
| 2019/20 | KAA Gent        | Vlag van België | Jupiler Pro League | 1          | 0          | 0                | 0                | 0        | 0        | —       | —       | 1      | 0      |   |
| 2020/21 | KAA Gent        | Vlag van België | Jupiler Pro League | 17         | 1          | 3                | 0                | 0        | 0        | —       | —       | 20     | 1      |   |
| 2021/22 | KAA Gent        | Vlag van België | Jupiler Pro League | 17         | 1          | 3                | 0                | 0        | 0        | —       | —       | 20     | 1      |   |
| 2022/23 | KAA Gent        | Vlag van België | Jupiler Pro League | 17         | 1          | 3                | 0                | 0        | —        | —       | 20      | 1      | 1      |   |
| 2023/24 | STVV            | Vlag van België | Jupiler Pro League | 37         | 0          | 1                | 0                | 0        | —        | —       | —       | —      | 5      | 0 |
| TOTAAL  | TOTAAL          | TOTAAL          | TOTAAL             | 266        | 9          | 24               | 0                | 2        | 0        | 0       | 0       | 292    | 9      |   |

## Erelijst
| Beker van België | 1x | 2021/22 |

1 Nardi ·
2 Mitrović ·
3 Brown ·
4 Watanabe ·
5 Kandouss ·
6 Gandelman ·
7 Hong ·
8 Gerkens ·
9 Sonko ·
10 Omgba ·
11 Cuypers ·
12 Gambor ·
13 De Sart ·
14 Vanzeir‎ ·
16 Schmidt ·
17 Hjulsager ·
18 Samoise ·
19 Surdez ·
21 Agbor ·
22 Fadiga ·
23 Torunarigha ·
24 Kums  ·
25 Fortuna ·
26 Fortin ·
28 Fernandez Pardo ·
29 Depoitre ·
30 De Schrevel ·
33 Roef ·
Coach: Vrancken
· Assistent-coach: Balette
· Assistent-coach: Milićević
· Keeperstrainer: Vandendriessche